# Fare l'Europa
Fare l'Europa è una collana editoriale nata nel 1993 e diretta da Jacques Le Goff, pubblicata contemporaneamente da cinque editori:
- C. H. Beck Verlag, di Monaco (Germania)
- Basil Blackwell di Oxford (Regno Unito)
- Editorial Crítica di Barcellona (Spagna)
- Laterza di Roma-Bari (Italia)
- Éditions du Seuil di Parigi (Francia).

L'intento dell'iniziativa è stato, fin dall'inizio, quello di ricostruire i temi comuni del vecchio continente prossimo a diventare Unione europea (l'entrata in vigore del Trattato di Maastricht quasi coincide con il lancio della collana). Tra l'altro, anche altri editori portoghesi, olandesi, cechi, slovacchi, polacchi, ungheresi, bulgari, ma anche lituani, turchi, coreani e giapponesi traducono parte dei suoi libri. Nella "prefazione", presente in ogni volume e firmata da Le Goff, si dice che l'avvenire deve fondarsi sull'eredità dal passato, gettando luce sulla "costruzione dell'Europa" e sui "suoi punti di forza non dimenticabili", pur senza nascondere i conflitti e le contraddizioni che il continente ha vissuto nella sua tensione verso l'unità.

## Titoli della collana
- Klaus Jürgen Bade, L'Europa in movimento. Le migrazioni dal Settecento a oggi (Laterza 2001)
- Leonardo Benevolo, La città nella storia d'Europa (Laterza 1994)
- Gisela Bock, Le donne nella storia europea. Dal Medioevo ai nostri giorni (Laterza 2001)
- Peter Brown, La formazione dell'Europa cristiana. Universalismo e diversità, 200-1000 d. C. (Laterza 1995)
- Peter Burke, Il Rinascimento europeo. Centri e periferie (Laterza 1999)
- Luciano Canfora, La democrazia. Storia di un'ideologia (Laterza 2004)
- Franco Cardini, Europa e Islam. Storia di un malinteso (Laterza 1999)
- Umberto Eco, La ricerca della lingua perfetta nella cultura europea (Laterza 1993)
- Josep Fontana, L'Europa allo specchio. Storia di un'identità distorta (Laterza 1995)
- Jack Goody, La famiglia nella storia europea (Laterza 2000)
- Paolo Grossi, L' Europa del diritto (Laterza 2007)
- Aron Jakovlevič Gurevič, La nascita dell'individuo nell'Europa medievale (Laterza 1996)
- Ulrich Im Hof, L'Europa dell'Illuminismo (Laterza 1993)
- Jacques Le Goff, Il cielo sceso in terra. Le radici medievali dell'Europa (Laterza 2004)
- Massimo Livi Bacci, La popolazione nella storia d'Europa (Laterza 1998)
- Michel Mollat du Jourdin, L'Europa e il mare (Laterza 1993)
- Massimo Montanari, La fame e l'abbondanza. Storia dell'alimentazione in Europa (Laterza 1993)
- Robert I. Moore, La prima rivoluzione europea, 970-1215 (Laterza 2001)
- René Rémond, La secolarizzazione. Religione e società nell'Europa contemporanea (Laterza 1999)
- Werner Rösener, I contadini nella storia d'Europa (Laterza 1995)
- Paolo Rossi, La nascita della scienza moderna in Europa (Laterza 1998)
- Hagen Schulze, Aquile e leoni. Stato e nazione in Europa (Laterza 1995)
- Charles Tilly, Le rivoluzioni europee, 1492-1992 (Laterza 1993)